# Provincia di Palencia
Palencia è una provincia della comunità autonoma di Castiglia e León, nella Spagna nord-occidentale.
Confina con la Cantabria a nord e con le province di Burgos a est, Valladolid a sud e León a ovest.
La superficie è di 8.052 km², la popolazione nel 2002 era di 176.125 abitanti.
Il capoluogo è Palencia, altri centri importanti sono Guardo e Aguilar de Campoo.